# Alexander Carroll Maingay
Alexander Carroll Maingay ( 1836 - 1869 ) fue un botánico inglés, que desarrolló actividades de exploraciones botánicas a Birmania.

## Honores

### Epónimos
- (Hamamelidaceae) Maingaya Oliv.[1]

- La abreviatura «Maingay» se emplea para indicar a Alexander Carroll Maingay como autoridad en la descripción y clasificación científica de los vegetales.[2]